# Arremon crassirostris
Arremon crassirostris là một loài chim trong họ Emberizidae.